# Jorge Arauz
Jorge Arauz Saucedo (Santa Cruz de la Sierra, 15 de marzo de 1995) es un futbolista boliviano. Se desempeña como guardameta y su actual equipo es Oriente Petrolero de la Primera División de Bolivia. Es hermano del jugador Elder Arauz.

## Selección nacional

### Selección absoluta
Fue convocado a la Selección absoluta de Bolivia en 2019, para afrontar un encuentro amistoso ante la Selección venezolana, el 11 de octubre, con resultado adverso 1-4.

## Clubes
| Club                 | País    | Año       |
| -------------------- | ------- | --------- |
| Calleja              | Bolivia | 2014      |
| Blooming             | Bolivia | 2015-2016 |
| Quebracho            | Bolivia | 2017      |
| Blooming             | Bolivia | 2017      |
| Royal Pari           | Bolivia | 2018-2024 |
| Gualberto Villarroel | Bolivia | 2024      |
| Oriente Petrolero    | Bolivia | 2025-     |

## Palmarés

### Distinciones individuales
| Premio         | Año  |
| -------------- | ---- |
| Victoria Alada | 2018 |